# Okręt-baza wodnosamolotów

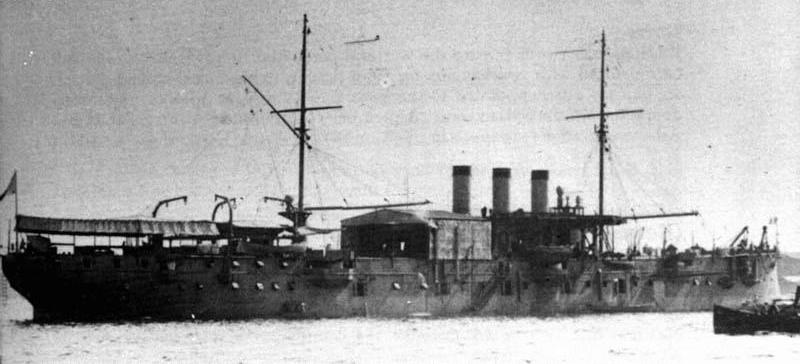
Pierwszy tender wodnosamolotów, francuski „Foudre” w 1912 roku, z zamontowanym hangarem lotniczym i dźwigami

Okręt-baza wodnosamolotów, transportowiec wodnosamolotów, zbliżone określenie tender wodnosamolotów – okręt lotniczy zbudowany lub przystosowany do prowadzenia operacji lotniczych za pomocą bazujących na nim wodnosamolotów.  Pierwsze okręty-bazy powstały przed I wojną światową i były rozwijane w okresie międzywojennym. W miarę upływu czasu oraz doskonalenia techniki wojskowej zostały ostatecznie zastąpione przez lotniskowce.
Za pierwszy tender uważa się francuski „Foudre” (wcześniej używany także jako okręt balonowy), innym wczesnym przykładem okrętu-bazy wodnosamolotów jest brytyjski HMS „Hermes”. Określenia „tender wodnosamolotów” używa się czasem wymiennie w stosunku do starszych jednostek, jednak według niektórych autorów, określenie „tender” dotyczyć powinno jedynie okrętów, których głównym przeznaczeniem są funkcje serwisowania i zaopatrywania wodnosamolotów, natomiast okręt-baza może je także transportować, z funkcją startu jedynie z wody.
Transportowce wodnosamolotów używane były w czasie I wojny światowej i w okresie międzywojennym. W czasie II wojny światowej używane jeszcze były przez United States Navy i Japońską Marynarkę Wojenną, głównie jako okręty naprawcze i bazy dla wodnosamolotów dalekiego zasięgu.

## Wybrane transportowce wodnosamolotów

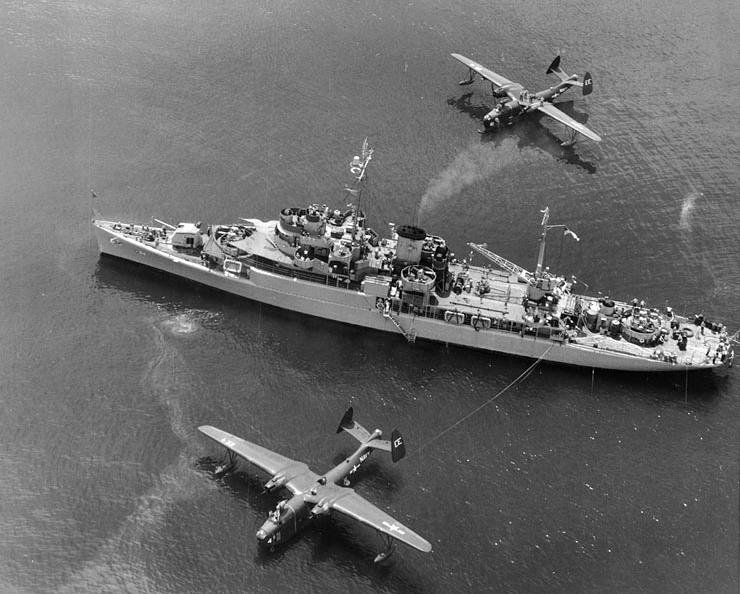
Amerykański okręt-baza wodnosamolotów USS „Timbalier” razem z dwiema łodziami latającymi Martin PBM Mariner w 1946

- HMAS „Albatross” (Australia, 1928)
- „Commandant Teste” (Francja, 1932)
- „Giuseppe Miraglia” (Włochy, 1927)
- „Dédalo” (Hiszpania, 1922)
- HMS „Ark Royal” (Wielka Brytania, 1914)
- USS „Curtiss” (Stany Zjednoczone)
- „Chitose”, „Mizuho”, „Nisshin” (Japonia)